# Pirates de Portland
Les Pirates de Portland sont une franchise professionnelle de hockey sur glace de la Ligue américaine de hockey créée en 1993 et disparue en 2016.

## Histoire
La franchise est créée après le déménagement des Skipjacks de Baltimore dans le Maine en 1993 ; elle devient alors affiliée aux Capitals de Washington de la Ligue nationale de hockey. Dès sa première saison, l'équipe gagne la Coupe Calder contre les Hawks de Moncton 4 matchs à 2.
L'équipe est ensuite successivement affiliées aux Ducks d'Anaheim de 2005 à 2008, aux Sabres de Buffalo de 2008 à 2011 et aux Coyotes de Phoenix de 2011 à 2015. Pour la saison 2015-2016, l'équipe s'est affiliée aux Panthers de la Floride.
Le 4 mai 2016, les Pirates annoncent avoir signé une entente avec un racheteur pour vendre et déménager l'équipe pour la saison 2016-2017. Le 23 mai, la franchise est relocalisée à Springfield dans le Massachusetts à la suite du déménagement des Falcons à Tucson dans l'Arizona,. Le 15 juin, elle est rebaptisée Thunderbirds de Springfield.

## Statistiques
| Saison    | PJ | V  | D  | N  | DP | DTB | BP  | BC  | Pts | Classement                 | Séries éliminatoires                | Entraîneur           |
| --------- | -- | -- | -- | -- | -- | --- | --- | --- | --- | -------------------------- | ----------------------------------- | -------------------- |
| 1993-1994 | 80 | 43 | 27 | 10 | 0  | -   | 328 | 269 | 96  | 2e, Northern               | Vainqueurs de la Coupe Calder       | Barry Trotz          |
| 1994-1995 | 80 | 46 | 22 | 12 | 0  | -   | 333 | 233 | 104 | 2e, Nord                   | Défaite au premier tour             | Barry Trotz          |
| 1995-1996 | 80 | 32 | 34 | 10 | 4  | -   | 282 | 283 | 78  | 3e, Nord                   | Défaite en finale                   | Barry Trotz          |
| 1996-1997 | 80 | 37 | 26 | 10 | 7  | -   | 279 | 264 | 91  | 3e, Nouvelle-Angleterre    | Défaite au premier tour             | Barry Trotz          |
| 1997-1998 | 80 | 33 | 33 | 12 | 2  | -   | 241 | 247 | 80  | 3e, Atlantique             | Défaite au deuxième tour            | Bryan Trottier       |
| 1998-1999 | 80 | 23 | 48 | 7  | 2  | -   | 214 | 273 | 55  | dernier, Atlantique        | Non qualifiés                       | Mark Kumpel          |
| 1999-2000 | 80 | 46 | 23 | 10 | 1  | -   | 256 | 202 | 103 | 2e, Nouvelle-Angleterre    | Défaite au premier tour             | Glen Hanlon          |
| 2000-2001 | 80 | 34 | 40 | 4  | 2  | -   | 250 | 280 | 74  | 5e, Nouvelle-Angleterre    | Défaite au premier tour             | Glen Hanlon          |
| 2001-2002 | 80 | 30 | 31 | 15 | 4  | -   | 220 | 225 | 79  | dernier, Nord              | Non qualifiés                       | Glen Hanlon          |
| 2002-2003 | 80 | 33 | 28 | 13 | 6  | -   | 221 | 195 | 85  | 4e, Nord                   | Défaite en tour de qualification    | Tim Army             |
| 2003-2004 | 80 | 32 | 27 | 13 | 8  | -   | 156 | 160 | 85  | 5e, Atlantique             | Défaite au premier tour             | Tim Army             |
| 2004-2005 | 80 | 34 | 34 | 6  | 6  | -   | 175 | 242 | 80  | 6e, Atlantique             | Non qualifiés                       | Tim Army             |
| 2005-2006 | 80 | 53 | 19 | -  | 5  | 3   | 306 | 241 | 114 | 1er, Atlantique            | Défaite en finale d'association 4-3 | Kevin Dineen         |
| 2006-2007 | 80 | 37 | 31 | -  | 3  | 9   | 225 | 232 | 86  | 6e, Atlantique             | Non qualifiés                       | Kevin Dineen         |
| 2007-2008 | 80 | 45 | 26 | -  | 5  | 4   | 238 | 215 | 99  | 3e, Atlantique             | Défaite en finale d'association 4-3 | Kevin Dineen         |
| 2008-2009 | 80 | 39 | 31 | -  | 3  | 7   | 249 | 239 | 88  | 3e, Atlantique             | Défaite au premier tour             | Kevin Dineen         |
| 2009-2010 | 80 | 45 | 24 | -  | 7  | 4   | 244 | 214 | 101 | 2e, Atlantique             | Défaite au premier tour             | Kevin Dineen         |
| 2010-2011 | 80 | 47 | 24 | -  | 7  | 2   | 103 | 280 | 238 | 1re place, Atlantique      | Défaite au deuxième tour            | Kevin Dineen         |
| 2011-2012 | 76 | 36 | 31 | -  | 4  | 5   | 223 | 254 | 81  | 3e place, Atlantique       | Non qualifiés                       | Ray Edwards          |
| 2012-2013 | 76 | 41 | 30 | -  | 3  | 2   | 230 | 233 | 87  | 2e place, Atlantique       | Défaite au premier tour             | Ray Edwards          |
| 2013-2014 | 76 | 24 | 39 | -  | 3  | 10  | 222 | 284 | 61  | Dernière place, Atlantique | Non qualifiés                       | Ray Edwards          |
| 2014-2015 | 76 | 39 | 28 | -  | 7  | 2   | 203 | 190 | 87  | 4e place, Atlantique       | Défaite au premier tour             | Ray Edwards          |
| 2015-2016 | 76 | 41 | 27 | -  | 6  | 2   | 215 | 207 | 90  | 4e place, Atlantique       | Défaite au premier tour             | Tom Rowe Scott Allen |

## Titres
- Champion de division : 1 (2005-2006)
- Coupe Calder : 1 (1993-1994)

## Affiliations
Les Pirates ont été affiliés aux franchises de la LNH suivantes :
- 1993-2005 : Capitals de Washington
- 1998-1999 : Blackhawks de Chicago
- 2005-2008 : Ducks d'Anaheim
- 2008-2011 : Sabres de Buffalo
- 2011-2015 : Coyotes de l'Arizona
- 2015-2016 : Panthers de la Floride

## Logos

Logos successifs
Logo des Pirates de 1993 à 2000
Logo des Pirates de 2000 à 2016